# Karen M. McManus
Karen M. McManus (1969) é uma escritora norte-americana de ficção para jovens adultos. É mais conhecida por seu primeiro romance, One of Us Is Lying, que passou mais de 200 semanas  na lista de best-sellers do New York Times. Recebeu uma crítica com estrela da Publishers Weekly.

## Biografia
McManus frequentou o College of the Holy Cross, obtendo um bacharelado em inglês e a Northeastern University, obtendo um mestrado em jornalismo. Ela mora em Cambridge, Massachusetts.
Os trabalhos da escritora foram traduzidos para mais de 40 idiomas. Quando não está trabalhando ou escrevendo ela adora viajar com o filho.

## Obras
| Ano  | Título Original                                                                                               | Ano no Brasil | Título no Brasil           |
| ---- | --- | ------------- | -------------------------- |
| 2019 | Two Can Keep a Secret                                                                                         | 2019          | Mortos Não Contam Segredos |
| 2020 | The Cousins                                                                                                   | 2021          | Os Primos                  |
| 2021 | You'll Be the Death of Me                                                                                     | 2022          | Assim Você Me Mata         |
| 2022 | Nothing More To Tell                                                                                          | 2022          | Nada a Declarar            |
| 2022 | Marple: Twelve New Stories continuação do romance autorizado do Miss Marple da Agatha Christie (colaboradora) |               |                            |
| 2024 | Such Charming Liars                                                                                           |               |                            |

### SérieUm de Nós
| Ano  | Título Original    | Ano no Brasil | Título no Brasil        |
| ---- | ------------------ | ------------- | ----------------------- |
| 2017 | One of Us Is Lying | 2018          | Um de Nós Está Mentindo |
| 2020 | One of Us Is Next  | 2021          | Um de Nós é o Próximo   |
| 2023 | One Of Us is Back  | 2023          | Um de nós está de volta |

## Adaptação
- One of Us Is Lying (2021) Peacock/Netflix

Em setembro de 2017, a Universal Content Productions anunciou que havia adquirido os direitos do romance e produziria uma adaptação para série de televisão a ser lançada no E!.  Em agosto de 2019, o projeto foi transferido para a NBCUniversal , que deu ao então inédito serviço de streaming Peacock seu primeiro pedido de piloto com a série.
Em uma entrevista, showrunner da série Darío Madrona foi questionado se a série permaneceria fiel ao seu material de origem; ele respondeu dizendo: "Fomos fiéis ao espírito da história, aos temas e aos personagens, mas também tentamos adicionar algumas pequenas reviravoltas aqui e ali para que possamos surpreender os leitores do livro."
A primeira temporada estreou em 7 de outubro de 2021 e em 14 de janeiro de 2022, Peacock renovou a série para uma segunda temporada, com Erica Saleh substituindo Madrona como showrunner. A segunda temporada estreou em 20 de outubro de 2022. É distribuída internacionalmente pela Netflix e no EUA pelo streaming Peacock.